# Sayyid Khel (distrikt)
Sayyid Khel (persiska: سَیِّد‌خیل) är ett distrikt i Afghanistan. Det ligger i provinsen Parwan, i den nordöstra delen av landet, 60 kilometer norr om huvudstaden Kabul. Administrativ huvudort är Sayyid Khel.
Distriktet beräknades år 2022 ha cirka 53 000 invånare.